# Xie Lingyun
Xie Lingyun (chinois simplifié : 谢灵运 ; chinois traditionnel : 謝靈運 ; pinyin : xiè língyùn), né en 385, mort en 433, est un poète chinois. Il est l'initiateur de la poésie descriptive de paysage, 山水詩, tandis qu'à la même époque Tao Yuanming développait la poésie bucolique 田園詩.
Sa vie a été marquée par la chute des Jin, dynastie qui avait anobli son grand-père. Par la suite, il servit dans le gouvernement central entre 420 et 422, puis il se retira dans son domaine familial. Personnage turbulent, il fut décapité à Canton en 433.
Il était un fervent bouddhiste. Il a écrit un traité bouddhiste, Bianzong lun, ainsi qu'un éloge des montagnes où il trouvait apaisement et sérénité : Shanju fu.
On attribue à Xie Lingyun l'invention d'un type de chaussures destiné à la marche en montagne : avec un talon relevé, ce qui permet au pied de rester à plat.